# Wij gaan naar Smurfenland
Wij gaan naar Smurfenland is een cd van de Smurfen. De cd werd uitgebracht op 28 oktober 2008 via EMI. Op 12 maart van dat jaar was de eerste smurfen-cd uitgebracht, getiteld Wij zijn de Smurfen!.
De nummers op beide albums zijn covers van nummers van andere artiesten, waarbij de teksten zijn vervangen door andere, smurf-gerelateerde teksten.

## Tracklist
Hieronder een overzicht van de nummers op het album. Tussen haakjes de titel van het oorspronkelijke nummer.
1. 't Is Fantastisch (Fascination)
2. Liever Voor Altijd (Roseanne)
3. We Gaan Naar Smurfenland (Lollipop)
4. Het Is Weer Tijd (This Is The Life)
5. Ik Wist Het Wel (I Kissed a Girl)
6. Weet Iemand Waarom (Love Song)
7. De Dierentuin (American Boy)
8. Winter (All Summer Long)
9. Hela Hola (Ella Elle l'a)
10. Smurf Is Smurf (Life is Life)
11. Ik Heb Een Nieuwe Bril (Xxxx)
12. De wereld is vol van wonderen (The World Is Still Full Of Wonder)
13. Smurfen Alfabet (Smurfy Alphabet)
14. Smurfen Blijven Gaan (Smurfing On Down)
15. Wij Houden Van Grote Smurf (We Love You Papa Smurf)

Bonus:
1. Sinterklaas Wie Kent Hem Niet (Sinterklaas, wie kent hem niet)
2. Smurfenkerst In Smurfenland (All I Want for Christmas Is You)